# Hội chứng sợ bị chôn sống

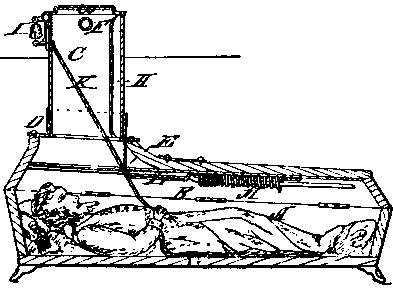
Các nhà phát minh đã chỉ ra nỗi sợ bị chôn sống của họ.

Hội chứng sợ bị chôn sống là nỗi sợ bị đặt trong một ngôi mộ trong khi vẫn còn sống do bị chẩn đoán sai là “đã chết”. Phiên bản bất thường trong tâm thần học của nỗi sợ hãi này được gọi là taphophobia (từ tiếng Hy Lạp ςος - taphos, "mộ, lăng mộ"  và φόβος - phobos, "sợ hãi"), được dịch là "sợ mồ mả". 
Trước sự ra đời của y học hiện đại, hội chứng sợ bị chôn sống không hoàn toàn bất hợp lý. Trong suốt lịch sử, đã có rất nhiều trường hợp người ta bị chôn sống một cách tình cờ. Năm 1905, nhà cải cách người Anh William Tebb đã thu thập các thông tin về việc chôn cất vội vã. Ông đã tìm thấy 219 trường hợp chôn cất với thi thế gần như đang còn sống, 149 vụ chôn sống thực tế, 10 trường hợp mổ xẻ sống và 2 trường hợp thức tỉnh trong khi bị ướp xác.
Thế kỷ 18 đã chứng kiến sự phát triển của các kỹ thuật hô hấp nhân tạo và làm rung thô để hồi sinh những người được coi là đã chết, và Hội Nhân đạo Hoàng gia đã được hình thành như Hiệp hội phục hồi những người dường như bị chết đuối. Vào năm 1896, một giám đốc tang lễ của Mỹ, TM Montgomery, đã báo cáo rằng "gần 2% số người được khai quật không nghi ngờ gì là nạn nhân của những vụ chôn sống", mặc dù nhà văn dân gian Paul Barber đã lập luận rằng tỷ lệ chôn cất còn sống đã được đánh giá quá cao, sự phân hủy bị nhầm lẫn với các dấu hiệu của sự sống.

Đã có nhiều truyền thuyết của những người ở đô thị vô tình bị chôn sống. Những truyền thuyết bao gồm các yếu tố như ai đó bước vào trạng thái hôn mê, chỉ để thức dậy nhiều năm sau đó và chết một cái chết khủng khiếp. Các truyền thuyết khác nói về việc quan tài mở ra để tìm xác chết với một bộ râu dài hoặc xác chết với hai bàn tay giơ lên và lòng bàn tay quay lên. Đáng chú ý là một huyền thoại về việc chôn cất vội vàng Ann Hill Carter Lee, vợ của Henry Lee III. Trên giường bệnh của mình vào năm 1799, George Washington khiến các người có mặt ở đó quanh ông hứa sẽ không chôn ông trong hai ngày.
Văn học tìm thấy mảnh đất màu mỡ trong việc khám phá nỗi sợ hãi tự nhiên bị chôn sống. Một trong những câu chuyện kinh dị của Edgar Allan Poe, "Bị chôn sớm"(The Early Burial), nói về một người mắc phải hội chứng sợ bị chôn sống. Những câu chuyện Poe khác về chôn cất sớm là "Sự sụp đổ của dòng họ Usher" (The Fall of the House of Usher) và "Các thùng amontillado"(The Cask of Amontillado) —và ở một mức độ thấp hơn, "Con mèo đen"(The Black Cat). Hội chứng sợ bị chôn sống còn được xây dựng ở mức độ mà những người có thể đủ khả năng sẽ thu xếp tất cả các sắp xếp để xây dựng quan tài an toàn để tránh điều việc bị chôn sống (ví dụ, nắp kính để quan sát, dây để chuông báo hiệu, và ống thở để đảm bảo sự sống còn cho đến khi được giải cứu).

Một truyền thuyết ở đô thị nói rằng những câu nói "Được cứu bởi dây chuông" và "cái chuông chết chóc" đều xuất phát từ khái niệm có sợi dây gắn với chuông bên ngoài quan tài có thể cảnh báo mọi người rằng người chôn cất gần đây chưa chết; những lý thuyết này đã được chứng minh là một trò lừa bịp.